# هانو فاهتورانتا
هانو فاهتورانتا (بالفنلندية: Hannu Vaahtoranta)‏ (مواليد 20 مايو 1943) هو سبّاح فنلندي، مثّل بلاده في الألعاب الأولمبية الصيفية 1964.

## روابط خارجية
هانو فاهتورانتا على موقع أوليمبيديا (الإنجليزية)